# Thylacopteris papillosa
Thylacopteris papillosa är en stensöteväxtart som först beskrevs av Bl., och fick sitt nu gällande namn av Kze. och John Smith. Thylacopteris papillosa ingår i släktet Thylacopteris och familjen Polypodiaceae. Inga underarter finns listade.